# Eulophia plantaginea
Eulophia plantaginea là một loài thực vật có hoa trong họ Lan. Loài này được (Thouars) Rolfe ex Hochr. mô tả khoa học đầu tiên năm 1908.